# Zingiber capitatum
Zingiber capitatum är en enhjärtbladig växtart som beskrevs av William Roxburgh. Zingiber capitatum ingår i släktet Zingiber och familjen Zingiberaceae. Inga underarter finns listade i Catalogue of Life.